# 2022-es AFC-bajnokok ligája
A 2022-es AFC-bajnokok ligája volt a legrangosabb ázsiai nemzetközi labdarúgókupa, mely jelenlegi nevén 20., jogelődjeivel együttvéve pedig 41. alkalommal került kiírásra.
A címvédő a szaúd-arábiai el-Hilál volt. A bajnoki trófeát a japán Urava Red Diamonds szerezte meg, a kupa történetében harmadik alkalommal.

## Csapatok
A kupába összesen 49 csapat kvalifikált.
| Labdarúgó-szövetség                | Csapat             | Kvalifikálás módja |
| ---------------------------------- | ------------------ | --- |
| Katar (4 csapat)                   | Asz-Szadd          | A 2020–21-es katari első osztály bajnoka és a 2021-es emír-kupa győztese                                                             |
| Katar (4 csapat)                   | ed-Duhaíl          | A 2020–21-es katari első osztály ezüstérmese                                                                                         |
| Katar (4 csapat)                   | Al-Rayyan          | A 2020–21-es katari első osztály bronzérmese                                                                                         |
| Katar (4 csapat)                   | Al-Gharafa         | A 2020–21-es katari első osztály negyedik helyezettje                                                                                |
| Szaúd-Arábia (3 csapat)            | el-Hilál           | A 2020–21-es szaúd-arábiai első osztály bajnoka                                                                                      |
| Szaúd-Arábia (3 csapat)            | el-Fajszalí        | A 2020–21-es szaúd-arábiai labdarúgókupa győztese                                                                                    |
| Szaúd-Arábia (3 csapat)            | es-Sabáb           | A 2020–21-es szaúd-arábiai első osztály ezüstérmese                                                                                  |
| Irán (2 csapat)                    | Foolad             | A 2020–21-es iráni labdarúgókupa győztese                                                                                            |
| Irán (2 csapat)                    | Sepahan            | A 2020–21-es iráni első osztály ezüstérmese                                                                                          |
| Egyesült Arab Emírségek (2 csapat) | Al-Jazira          | A 2020–21-es egyesült arab emírségekbeli első osztály bajnoka                                                                        |
| Egyesült Arab Emírségek (2 csapat) | Shabab Al-Ahli     | A 2020–21-es egyesült arab emírségekbeli labdarúgókupa győztese és a 2020–21-es egyesült arab emírségekbeli első osztály bronzérmese |
| Irak (1 csapat)                    | Al-Quwa Al-Jawiya  | A 2020–21-es iraki első osztály bajnoka és a 2020–21-es iraki labdarúgókupa győztese                                                 |
| Üzbegisztán (1 csapat)             | Pakhtakor Tashkent | A 2021-es üzbég első osztály bajnoka                                                                                                 |
| Jordánia (1 csapat)                | Al-Wehdat          | A 2021-es jordán első osztály ezüstérmese                                                                                            |
| India (1 csapat)                   | Mumbai City        | A 2020–21-es indiai első osztály bajnoka                                                                                             |
| Tádzsikisztán (1 csapat)           | Istiklol           | A 2021-es tádzsik első osztály bajnoka                                                                                               |
| Türkmenisztán (1 csapat)           | Ahal               | A 2021-es türkmén első osztály ezüstérmese                                                                                           |

| Labdarúgó-szövetség       | Csapat                 | Kvalifikálás módja                                                                          |
| ------------------------- | ---------------------- | ------------------------------------------------------------------------------------------- |
| Kína (2 csapat)           | Santung Lüneng Tajsan  | A 2021-es kínai első osztály bajnoka és a 2021-es kínai labdarúgókupa győztese              |
| Kína (2 csapat)           | Kuangcsou              | A 2021-es kínai első osztály bronzérmese                                                    |
| Japán (3 csapat)          | Kavaszaki Frontale     | A 2021-es japán első osztály bajnoka                                                        |
| Japán (3 csapat)          | Urava Red Diamonds     | A 2021-es japán labdarúgókupa győztese                                                      |
| Japán (3 csapat)          | Jokohama F. Marinos    | A 2021-es japán első osztály ezüstérmese                                                    |
| Dél-Korea (2 csapat)      | Jeonbuk Hyundai Motors | A 2021-es dél-koreai első osztály bajnoka                                                   |
| Dél-Korea (2 csapat)      | Csonnam Dragons        | A 2021-es dél-koreai labdarúgókupa győztese                                                 |
| Thaiföld (2 csapat)       | BG Pathum United       | A 2020–21-es thaiföldi első osztály bajnoka                                                 |
| Thaiföld (2 csapat)       | Chiangrai United       | A 2020–21-es thaiföldi labdarúgókupa győztese                                               |
| Ausztrália (1 csapat)     | Melbourne City         | A 2020–21-es ausztrál első osztály alapszakaszának és egyenes kieséses szakaszának győztese |
| Fülöp-szigetek (1 csapat) | United City            | A 2020-as fülöp-szigeteki első osztály bajnoka                                              |
| Vietnám (1 csapat)        | Hoang Anh Gia Lai      | A 2021-es vietnámi első osztály bajnoka                                                     |
| Malajzia (1 csapat)       | Johor Darul Ta'zim     | A 2021-es maláj első osztály bajnoka                                                        |
| Szingapúr (1 csapat)      | Lion City Sailors      | A 2021-es szingapúri első osztály bajnoka                                                   |
| Hong Kong (1 csapat)      | Kitchee                | A 2020–21-es hongkongi első osztály bajnoka                                                 |

| Labdarúgó-szövetség                | Csapat            | Kvalifikálás módja                                                         |
| ---------------------------------- | ----------------- | -------------------------------------------------------------------------- |
| Szaúd-Arábia (1 csapat)            | et-Távun          | A 2020–21-es szaúd-arábiai első osztály negyedik helyezettje               |
| Egyesült Arab Emírségek (2 csapat) | Baniyas           | A 2020–21-es egyesült arab emírségekbeli első osztály ezüstérmese          |
| Egyesült Arab Emírségek (2 csapat) | Sharjah           | A 2020–21-es egyesült arab emírségekbeli első osztály negyedik helyezettje |
| Irak (1 csapat)                    | Al-Zawraa         | A 2020–21-es iraki első osztály ezüstérmese                                |
| Üzbegisztán (1 csapat)             | Nasaf             | A 2021-es üzbég labdarúgókupa győztese                                     |
| Szíria (1 csapat)                  | Al-Jaish          | A 2020–21-es szíriai első osztály ezüstérmese                              |
| Japán (1 csapat)                   | Vissel Kobe       | A 2021-es japán első osztály bronzérmese                                   |
| Dél-Korea (2 csapat)               | Ulszan Hyundai    | A 2021-es dél-koreai első osztály ezüstérmese                              |
| Dél-Korea (2 csapat)               | Tegu              | A 2021-es dél-koreai első osztály bronzérmese                              |
| Thaiföld (2 csapat)                | Buriram United    | A 2020–21-es thaiföldi első osztály ezüstérmese                            |
| Thaiföld (2 csapat)                | Port              | A 2020–21-es thaiföldi első osztály bronzérmese                            |
| Ausztrália (1 csapat)              | Melbourne Victory | A 2021-es ausztrál labdarúgókupa győztese                                  |

| Labdarúgó-szövetség       | Csapat        | Kvalifikálás módja                                                     |
| ------------------------- | ------------- | ---------------------------------------------------------------------- |
| Ausztrália (1 csapat)     | Sydney        | A 2020–21-es ausztrál első osztály alapszakaszának második helyezettje |
| Fülöp-szigetek (1 csapat) | Kaya – Iloilo | A 2021-es fülöp-szigeteki Paulino Alcantara labdarúgókupa győztese     |

| Labdarúgó-szövetség | Csapat          | Kvalifikálás módja                                |
| ------------------- | --------------- | ------------------------------------------------- |
| Kína (2 csapat)     | Shanghai Port   | A 2021-es kínai első osztály ezüstérmese          |
| Kína (2 csapat)     | Csangcsun Jataj | A 2021-es kínai első osztály negyedik helyezettje |
| Mianmar (1 csapat)  | Shan United     | A 2020-as mianmari első osztály bajnoka           |

## Selejtezők

### Előselejtező
| 1. csapat         | Eredmény | 2. csapat     |
| ----------------- | -------- | ------------- |
| Sydney            | 5–0      | Kaya – Iloilo |
| Melbourne Victory | Törölve  | Shan United   |

- A mianmari Shan United visszalépett a mérkőzéstől, így az ausztrál Melbourne Victory egyenes ágon tovább jutott a rájátszásba.

### Rájátszás
| 1. csapat | Eredmény        | 2. csapat |
| --------- | --------------- | --------- |
| et-Távun  | 1–1 (bünt. 5–4) | Al-Jaish  |
| Baniyas   | 0–2             | Nasaf     |
| Sharjah   | 1–1 (bünt. 6–5) | Al-Zawraa |

| 1. csapat       | Eredmény        | 2. csapat         |
| --------------- | --------------- | ----------------- |
| Csangcsun Jataj | Törölve         | Sydney            |
| Vissel Kobe     | 4–3 (h.u.)      | Melbourne Victory |
| Ulszan Hyundai  | 3–0             | Port              |
| Tegu            | 1–1 (bünt. 3–2) | Buriram United    |

- A kínai Csangcsun Jataj visszalépett a mérkőzéstől, így az ausztrál Sydney egyenes ágon tovább jutott a csoportkörbe.

## Csoportkör

### A csoport
| Hely. | Csapat    | M | Gy | D | V | G+ | G– | Gk | P  | Továbbjutás vagy kiesés       |     | ELH | ALR | SHA | IST |
| ----- | --------- | - | -- | - | - | -- | -- | -- | -- | ----------------------------- | --- | --- | --- | --- | --- |
| 1.    | el-Hilál  | 6 | 4  | 1 | 1 | 11 | 5  | +6 | 13 | Továbbjutott a nyolcaddöntőbe |     | —   | 0–2 | 2–1 | 1–0 |
| 2.    | Al-Rayyan | 6 | 4  | 1 | 1 | 10 | 7  | +3 | 13 | Továbbjutott a nyolcaddöntőbe |     | 0–3 | —   | 3–1 | 1–0 |
| 3.    | Sharjah   | 6 | 1  | 2 | 3 | 7  | 11 | −4 | 5  |                               |     | 2–2 | 1–1 | —   | 2–1 |
| 4.    | Istiklol  | 6 | 1  | 0 | 5 | 5  | 10 | −5 | 3  |                               | 0–3 | 2–3 | 2–0 | —   |     |

### B csoport
| Hely. | Csapat            | M | Gy | D | V | G+ | G– | Gk  | P  | Továbbjutás vagy kiesés       |     | ESS | MUC | ALQ | ALJ |
| ----- | ----------------- | - | -- | - | - | -- | -- | --- | -- | ----------------------------- | --- | --- | --- | --- | --- |
| 1.    | es-Sabáb          | 6 | 5  | 1 | 0 | 18 | 1  | +17 | 16 | Továbbjutott a nyolcaddöntőbe |     | —   | 6–0 | 3–0 | 3–0 |
| 2.    | Mumbai City       | 6 | 2  | 1 | 3 | 3  | 11 | −8  | 7  |                               |     | 0–3 | —   | 1–0 | 0–0 |
| 3.    | Al-Quwa Al-Jawiya | 6 | 2  | 1 | 3 | 7  | 10 | −3  | 7  |                               | 1–1 | 1–2 | —   | 3–2 |     |
| 4.    | Al-Jazira         | 6 | 1  | 1 | 4 | 4  | 10 | −6  | 4  |                               | 0–2 | 1–0 | 1–2 | —   |     |

### C csoport
| Hely. | Csapat         | M | Gy | D | V | G+ | G– | Gk | P  | Továbbjutás vagy kiesés       |     | FOO | SAA | ALG | AHA |
| ----- | -------------- | - | -- | - | - | -- | -- | -- | -- | ----------------------------- | --- | --- | --- | --- | --- |
| 1.    | Foolad         | 6 | 3  | 3 | 0 | 5  | 2  | +3 | 12 | Továbbjutott a nyolcaddöntőbe |     | —   | 1–1 | 0–0 | 1–0 |
| 2.    | Shabab Al-Ahli | 6 | 2  | 4 | 0 | 14 | 7  | +7 | 10 | Továbbjutott a nyolcaddöntőbe |     | 1–1 | —   | 8–2 | 2–1 |
| 3.    | Al-Gharafa     | 6 | 1  | 2 | 3 | 7  | 14 | −7 | 5  |                               |     | 0–1 | 1–1 | —   | 2–0 |
| 4.    | Ahal           | 6 | 1  | 1 | 4 | 6  | 9  | −3 | 4  |                               | 0–1 | 1–1 | 4–2 | —   |     |

### D csoport
| Hely. | Csapat             | M | Gy | D | V | G+ | G– | Gk | P  | Továbbjutás vagy kiesés       |     | ALD | ETT | SEP | PAT |
| ----- | ------------------ | - | -- | - | - | -- | -- | -- | -- | ----------------------------- | --- | --- | --- | --- | --- |
| 1.    | ed-Duhaíl          | 6 | 5  | 0 | 1 | 17 | 9  | +8 | 15 | Továbbjutott a nyolcaddöntőbe |     | —   | 1–2 | 5–2 | 3–2 |
| 2.    | et-Távun           | 6 | 2  | 1 | 3 | 13 | 12 | +1 | 7  |                               |     | 3–4 | —   | 3–0 | 0–1 |
| 3.    | Sepahan            | 6 | 2  | 1 | 3 | 8  | 12 | −4 | 7  |                               | 0–1 | 1–1 | —   | 2–1 |     |
| 4.    | Pakhtakor Tashkent | 6 | 2  | 0 | 4 | 10 | 15 | −5 | 6  |                               | 0–3 | 5–4 | 1–3 | —   |     |

### E csoport
| Hely. | Csapat      | M | Gy | D | V | G+ | G– | Gk | P | Továbbjutás vagy kiesés       |     | ELF | NAS | ASZ | ALW |
| ----- | ----------- | - | -- | - | - | -- | -- | -- | - | ----------------------------- | --- | --- | --- | --- | --- |
| 1.    | el-Fajszalí | 6 | 2  | 3 | 1 | 5  | 4  | +1 | 9 | Továbbjutott a nyolcaddöntőbe |     | —   | 0–0 | 2–1 | 1–1 |
| 2.    | Nasaf       | 6 | 2  | 3 | 1 | 8  | 5  | +3 | 9 | Továbbjutott a nyolcaddöntőbe |     | 0–1 | —   | 3–1 | 2–0 |
| 3.    | Asz-Szadd   | 6 | 2  | 1 | 3 | 10 | 11 | −1 | 7 |                               |     | 1–0 | 1–1 | —   | 5–2 |
| 4.    | Al-Wehdat   | 6 | 1  | 3 | 2 | 9  | 12 | −3 | 6 |                               | 1–1 | 2–2 | 3–1 | —   |     |

### F csoport
| Hely. | Csapat                | M | Gy | D | V | G+ | G– | Gk  | P  | Továbbjutás vagy kiesés       |     | TEG | URD | LCS | SLT |
| ----- | --------------------- | - | -- | - | - | -- | -- | --- | -- | ----------------------------- | --- | --- | --- | --- | --- |
| 1.    | Tegu                  | 6 | 4  | 1 | 1 | 14 | 4  | +10 | 13 | Továbbjutott a nyolcaddöntőbe |     | —   | 1–0 | 0–3 | 4–0 |
| 2.    | Urava Red Diamonds    | 6 | 4  | 1 | 1 | 20 | 2  | +18 | 13 | Továbbjutott a nyolcaddöntőbe |     | 0–0 | —   | 6–0 | 5–0 |
| 3.    | Lion City Sailors     | 6 | 2  | 1 | 3 | 8  | 14 | −6  | 7  |                               |     | 1–2 | 1–4 | —   | 3–2 |
| 4.    | Santung Lüneng Tajsan | 6 | 0  | 1 | 5 | 2  | 24 | −22 | 1  |                               | 0–7 | 0–5 | 0–0 | —   |     |

### G csoport
| Hely. | Csapat           | M | Gy | D | V | G+ | G– | Gk  | P  | Továbbjutás vagy kiesés       |     | BGP | MEC | CSD | UNC |
| ----- | ---------------- | - | -- | - | - | -- | -- | --- | -- | ----------------------------- | --- | --- | --- | --- | --- |
| 1.    | BG Pathum United | 6 | 3  | 3 | 0 | 11 | 2  | +9  | 12 | Továbbjutott a nyolcaddöntőbe |     | —   | 1–1 | 0–0 | 5–0 |
| 2.    | Melbourne City   | 6 | 3  | 3 | 0 | 10 | 3  | +7  | 12 |                               |     | 0–0 | —   | 2–1 | 3–0 |
| 3.    | Csonnam Dragons  | 6 | 2  | 2 | 2 | 5  | 5  | 0   | 8  |                               | 0–2 | 1–1 | —   | 2–0 |     |
| 4.    | United City      | 6 | 0  | 0 | 6 | 1  | 17 | −16 | 0  |                               | 1–3 | 0–3 | 0–1 | —   |     |

### H csoport
| Hely. | Csapat                 | M | Gy | D | V | G+ | G– | Gk | P  | Továbbjutás vagy kiesés       |     | JFM | JHM | HAG | SYD |
| ----- | ---------------------- | - | -- | - | - | -- | -- | -- | -- | ----------------------------- | --- | --- | --- | --- | --- |
| 1.    | Jokohama F. Marinos    | 6 | 4  | 1 | 1 | 9  | 3  | +6 | 13 | Továbbjutott a nyolcaddöntőbe |     | —   | 0–1 | 2–0 | 3–0 |
| 2.    | Jeonbuk Hyundai Motors | 6 | 3  | 3 | 0 | 7  | 4  | +3 | 12 | Továbbjutott a nyolcaddöntőbe |     | 1–1 | —   | 1–0 | 0–0 |
| 3.    | Hoang Anh Gia Lai      | 6 | 1  | 2 | 3 | 4  | 7  | −3 | 5  |                               |     | 1–2 | 1–1 | —   | 1–0 |
| 4.    | Sydney                 | 6 | 0  | 2 | 4 | 3  | 9  | −6 | 2  |                               | 0–1 | 2–3 | 1–1 | —   |     |

### I csoport
| Hely. | Csapat             | M | Gy | D | V | G+ | G– | Gk  | P  | Továbbjutás vagy kiesés       |     | JDT | KAF | ULH | KUA |
| ----- | ------------------ | - | -- | - | - | -- | -- | --- | -- | ----------------------------- | --- | --- | --- | --- | --- |
| 1.    | Johor Darul Ta'zim | 6 | 4  | 1 | 1 | 11 | 7  | +4  | 13 | Továbbjutott a nyolcaddöntőbe |     | —   | 0–5 | 2–1 | 5–0 |
| 2.    | Kavaszaki Frontale | 6 | 3  | 2 | 1 | 17 | 4  | +13 | 11 |                               |     | 0–0 | —   | 1–1 | 1–0 |
| 3.    | Ulszan Hyundai     | 6 | 3  | 1 | 2 | 14 | 7  | +7  | 10 |                               | 1–2 | 3–2 | —   | 3–0 |     |
| 4.    | Kuangcsou          | 6 | 0  | 0 | 6 | 0  | 24 | −24 | 0  |                               | 0–2 | 0–8 | 0–5 | —   |     |

### J csoport
| Hely. | Csapat           | M | Gy | D | V | G+ | G– | Gk | P | Továbbjutás vagy kiesés       |  | VIK | KIT | CHU | SHP |
| ----- | ---------------- | - | -- | - | - | -- | -- | -- | - | ----------------------------- |  | --- | --- | --- | --- |
| 1.    | Vissel Kobe      | 4 | 2  | 2 | 0 | 10 | 3  | +7 | 8 | Továbbjutott a nyolcaddöntőbe |  | —   | 2–1 | 6–0 | —   |
| 2.    | Kitchee          | 4 | 2  | 1 | 1 | 7  | 6  | +1 | 7 | Továbbjutott a nyolcaddöntőbe |  | 2–2 | —   | 1–0 | —   |
| 3.    | Chiangrai United | 4 | 0  | 1 | 3 | 2  | 10 | −8 | 1 |                               |  | 0–0 | 2–3 | —   | —   |
| 4.    | Shanghai Port    | 0 | 0  | 0 | 0 | 0  | 0  | 0  | 0 | Visszalépett                  |  | —   | —   | —   | —   |

### A második helyen végzett csapatok rájátszása

#### Nyugati Régió
| Hely. | Csapat         | M | Gy | D | V | G+ | G– | Gk | P  | Továbbjutás vagy kiesés       |
| ----- | -------------- | - | -- | - | - | -- | -- | -- | -- | ----------------------------- |
| 1.    | Al-Rayyan      | 6 | 4  | 1 | 1 | 10 | 7  | +3 | 13 | Továbbjutott a nyolcaddöntőbe |
| 2.    | Shabab Al-Ahli | 6 | 2  | 4 | 0 | 14 | 7  | +7 | 10 | Továbbjutott a nyolcaddöntőbe |
| 3.    | Nasaf          | 6 | 2  | 3 | 1 | 8  | 5  | +3 | 9  | Továbbjutott a nyolcaddöntőbe |
| 4.    | et-Távun       | 6 | 2  | 1 | 3 | 13 | 12 | +1 | 7  |                               |
| 5.    | Mumbai City    | 6 | 2  | 1 | 3 | 3  | 11 | −8 | 7  |                               |

#### Keleti Régió
| Hely. | Csapat                 | M | Gy | D | V | G+ | G– | Gk | P | Továbbjutás vagy kiesés       |
| ----- | ---------------------- | - | -- | - | - | -- | -- | -- | - | ----------------------------- |
| 1.    | Jeonbuk Hyundai Motors | 4 | 2  | 2 | 0 | 3  | 0  | +3 | 8 | Továbbjutott a nyolcaddöntőbe |
| 2.    | Urava Red Diamonds     | 4 | 2  | 1 | 1 | 10 | 2  | +8 | 7 | Továbbjutott a nyolcaddöntőbe |
| 3.    | Kitchee                | 4 | 2  | 1 | 1 | 7  | 6  | +1 | 7 | Továbbjutott a nyolcaddöntőbe |
| 4.    | Melbourne City         | 4 | 1  | 3 | 0 | 4  | 3  | +1 | 6 |                               |
| 5.    | Kavaszaki Frontale     | 4 | 1  | 2 | 1 | 8  | 4  | +4 | 5 |                               |

## Egyenes kieséses szakasz

### Nyolcaddöntő
| 1. csapat   | Eredmény        | 2. csapat      |
| ----------- | --------------- | -------------- |
| el-Hilál    | 3–1             | Shabab Al-Ahli |
| es-Sabáb    | 2–0             | Nasaf          |
| ed-Duhaíl   | 1–1 (bünt. 7–6) | Al-Rayyan      |
| el-Fajszalí | 0–1             | Foolad         |

| 1. csapat          | Eredmény   | 2. csapat              |
| ------------------ | ---------- | ---------------------- |
| Tegu               | 1–2 (h.u.) | Jeonbuk Hyundai Motors |
| BG Pathum United   | 4–0        | Kitchee                |
| Johor Darul Ta'zim | 0–5        | Urava Red Diamonds     |
| Vissel Kobe        | 3–2        | Jokohama F. Marinos    |

### Negyeddöntő
| 1. csapat | Eredmény | 2. csapat |
| --------- | -------- | --------- |
| ed-Duhaíl | 2–1      | es-Sabáb  |
| Foolad    | 0–1      | el-Hilál  |

| 1. csapat          | Eredmény   | 2. csapat              |
| ------------------ | ---------- | ---------------------- |
| Vissel Kobe        | 1–3 (h.u.) | Jeonbuk Hyundai Motors |
| Urava Red Diamonds | 4–0        | BG Pathum United       |

### Elődöntő
| 1. csapat | Eredmény | 2. csapat |
| --------- | -------- | --------- |
| ed-Duhaíl | 0–7      | el-Hilál  |

| 1. csapat              | Eredmény        | 2. csapat          |
| ---------------------- | --------------- | ------------------ |
| Jeonbuk Hyundai Motors | 2–2 (bünt. 1–3) | Urava Red Diamonds |

### Döntő
| 2023. április 29. 20:30 UTC+3 |

| el-Hilál        | 1–1 | Urava Red Diamonds |
| --------------- | --- | ------------------ |
| al-Davszarí 13' |     | Sinzó 53'          |

| Fahd Király Nemzetközi Stadion, Rijád, Szaúd-Arábia Nézőszám: 50 881 Játékvezető: Ahmed Al-Kaf (Omán) |

| 2023. május 6. 18:00 UTC+9 |

| Urava Red Diamonds | 1–0 | el-Hilál |
| ------------------ | --- | -------- |
| Carrillo 48'       |     |          |

| Szaitama Stadion 2002, Szaitama, Japán Nézőszám: 53 574 Játékvezető: Ma Ning (Kína) |

A japán Urava Red Diamonds csapata győzött 2–1-es összesítéssel.

## Góllövőlista
| Helyezés | Játékos         | Csapat             | Gólok |
| -------- | --------------- | ------------------ | ----- |
| 1        | Edmilson Junior | ed-Duhaíl          | 8     |
| 2        | Odion Ighalo    | el-Hilál           | 7     |
| 2        | Zeca            | Tegu               | 7     |
| 4        | Bergson         | Johor Darul Ta'zim | 6     |
| 4        | Macuó Juszuke   | Urava Red Diamonds | 6     |
| 4        | Michael Olunga  | ed-Duhaíl          | 6     |